# René van Dammen

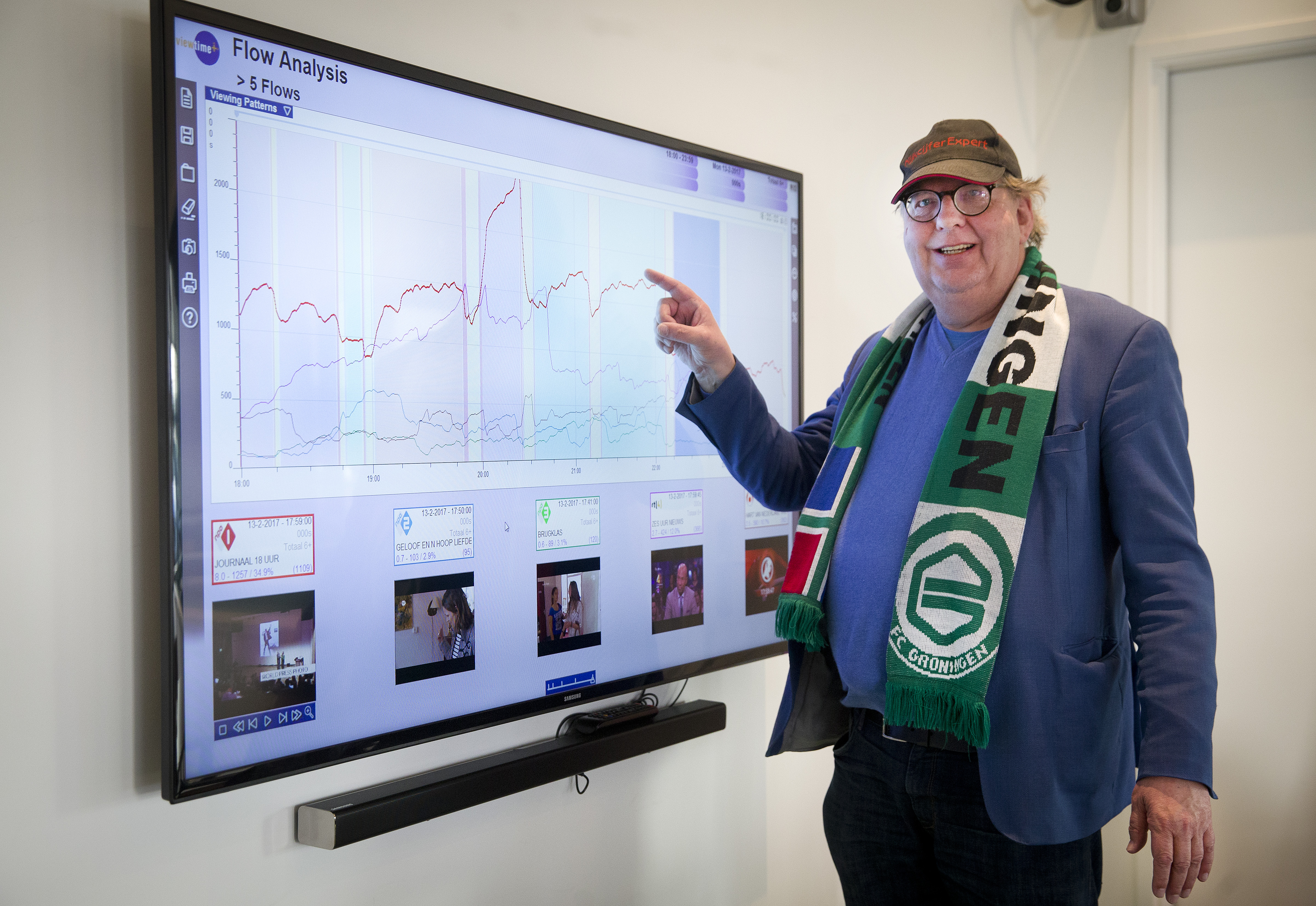

René Melvin Christiaan van Dammen (Groningen, 6 augustus 1953 – Hilversum, 13 maart 2017) was een Nederlands kijkcijferexpert die werkzaam was voor de NPO.

## Levensloop
Van Dammen studeerde aan het Stedelijk Gymnasium 's-Hertogenbosch.
In 1976 kwam hij in dienst bij de publieke omroep, waar hij zijn werkende leven lang voor gewerkt heeft. Hij werkte bij de Dienst Kijk- en Luisteronderzoek (KLO), een onderafdeling van het Algemeen Secretariaat van de NOS en analyseerde de kijkcijfers voor alle publieke omroepen. In de 40 jaar dat hij voor de omroep werkte kreeg hij inzicht in het kijkgedrag van Nederlanders en adviseerde hij programmamakers over wat wel en wat niet goed op televisie werkte: wat kijkers aantrok en wat ze doet wegzappen. Enkele van zijn televisiewetmatigheden waren dat dieren goed zouden werken om kijkers te trekken, terwijl zwaaien, wegrijden van de camera en zonsondergangen de kijkcijfers sterk zouden laten dalen.
In de jaren 1970 werden de kijkcijfers door een panel vastgelegd in kijkdagboekjes die thuis bij de mensen opgehaald moesten worden. Later werd het vastleggen van deze statistieken en de verwerking steeds meer geautomatiseerd. Van Dammen ontwikkelde voor de analyse van het Nederlandse kijkgedrag het computerprogramma Viewtime. Daarmee kon hij visueel laten zien op welk moment in het programma kijkers wegtrokken of erbij kwamen, gekoppeld aan wat er in de programma's plaatsvond.
Van Dammen verkreeg landelijke bekendheid dankzij zijn optredens in diverse televisieprogramma's waarin hij uitlegde wat invloed had op de kijkdichtheid. Vaak was hij te zien met zijn FC Groningen-sjaal en een honkbalpetje met wisselende teksten.